# Moskevský duchovní seminář
Moskevský duchovní seminář (rusky: Моско́вская духо́вная семина́рия) byla specializovaná vzdělávací instituce Ruské pravoslavné církve na úrovni střední školy. Byl zřízen roku 1814 a sídlil v Moskvě.
V současnosti je spojen s Moskevskou duchovní akademií.

## Historie
V souvislosti s duchovními předpisy z roku 1809, které předepisovaly otevření teologických vzdělávacích institucí ve 36 eparchiích Ruské pravoslavné církve, byly roku 1814 v moskevské eparchii otevřeny dva semináře (Moskevský a Betánijský). Zpočátku se moskevský seminář nacházel v budovách Pěrevinského monastýru.
Ve 30. letech 19. století se státní úřady obrátily na Alexandra Nikolajeviče Tolstoje s žádostí o prodej paláce na ulici Dělegatskaja, aby zde mohl sídlit seminář. Roku 1834 byla podepsána kupní smlouva na 100 000 rublů. Kvůli poškození budov během požáru v roce 1812 bylo zvažováno několik projektů na reorganizaci areálu. Architekt Michail Dorimedontovič Bykovskij navrhl zbourat staré budovy a postavit nové. Vedení semináře však podpořilo návrh synodního architekta Apollona Fedosejeviče Ščedrina, podle jehož projektu zůstaly budovy nedotčeny, zatímco samotná palácová budova měla být obnovena a rozšířena.
Roku 1875 byla podle projektu architekta Petra Bajeva postavena přístavba k hlavní budově, kam umístili „rekreační sál“ přiléhající k areálu chrámu semináře. Roku 1885 byla na východě areálu postavena dvoupatrová budova sloužící jako eparchiální kolej.
V semináři se nacházel chrám svatého Mikuláše.
Po revoluci byl seminář uzavřen. Dne 26. srpna 1946 byla činnost semináře a Moskevské duchovní akademie obnovena v budovách Trojicko-sergijevské lávry. Od této doby byl seminář spojen s akademií, ale jednalo se stále o dva různé vzdělávací programy.
Se zavedením Boloňského procesu v Ruské pravoslavné církvi se roku 2000 přestal v oficiálních dokumentech užívat název Moskevský duchovní seminář. Seminář od roku 2010 odpovídá pětiletému vzdělávacímu kurzu v rámci akademie (Bakalář).